# Lutjanus guilcheri
Lutjanus guilcheri är en fiskart som beskrevs av Fourmanoir, 1959. Lutjanus guilcheri ingår i släktet Lutjanus och familjen Lutjanidae. Inga underarter finns listade i Catalogue of Life.